# Президентські вибори в Росії 2000
Президентські вибори відбулися в Росії 26 березня 2000. Замість президента Бориса Єльцина став Володимир Путін (2000-2008 і 2012-теперішній час).